# Grotto of the Dancing Deer
„Grotto of the Dancing Deer” este una dintre ultimele povestiri scrise de Clifford D. Simak.  În 1980 a câștigat Premiul Nebula pentru cea mai bună povestire și în 1981 Premiul Hugo pentru cea mai bună povestire și Premiul Locus pentru cea mai bună povestire. În poveste un arheolog descoperă un tablou vechi și faptul că pictorul, creatorul tabloului, este un nemuritor.